# 五木村立五木北小学校
五木村立五木北小学校（いつきそんりつ いつききたしょうがっこう）は、かつて熊本県球磨郡五木村にあった村立の小学校。
2011年（平成23年）3月末をもって閉校し、「五木村立五木東小学校」に統合された。この統合により、五木村内の小学校は1校のみとなった。

## 概要
歴史
1875年（明治8年）「公立宮園小学校」として創立。2011年（平成23年）に閉校し、136年の歴史に幕を下ろした。
校章
中央に校名の「北小」の文字（縦書き）を配している。
校歌
歌詞中に校名の「五木北小」が登場する。

## 沿革
- 1875年（明治8年） - 「公立宮園小学校」が創立。尾方伝弥宅を借り仮校舎とする。
- 1878年（明治11年）3月 - 鶴田金八宅の建物を購入・改造の上、校舎を設立し移転。
- 1885年（明治18年）2月 - 「公立頭地小学校 宮園出張所」と改称。
- 1892年（明治25年） -「宮園尋常小学校」として独立。
- 1908年（明治41年）4月 - 改正小学校令により、尋常科（義務教育年限）が4年制から6年制に改められる。尋常科5年を新設。
- 1909年（明治42年）4月 - 尋常科6年を新設。
- 1910年（明治43年）12月 - 最終所在地に校舎を新築し、移転を完了。
- 1924年（大正13年）10月 - 平沢津分教場を開設（ひらさわづ）。
- 1936年（昭和11年）4月 - 高等科を併置の上、「宮園尋常高等小学校」と改称。
- 1937年（昭和12年）4月 - 「五木北尋常高等小学校」と改称。
- 1941年（昭和16年）4月1日 - 国民学校令施行により、「五木村五木北国民学校」と改称。尋常科を初等科に改める。
- 1947年（昭和22年）- 学制改革が行われる（六・三制の実施）。
  - 4月1日 - 国民学校初等科は、新制小学校「五木村立五木北小学校」（最終名）と改称。
  - 4月 - 国民学校高等科は青年学校普通科とともに、新制中学校「五木村立五木中学校北分校」に改組・改称の上、小学校に併設される。
- 1948年（昭和23年）4月 - 中道分校を新設。
- 1962年（昭和37年）- 中学校分校が「五木村立五木第二中学校」として独立。
- 1964年（昭和39年）- 水害により、講堂の床板を張り替える。
- 1972年（昭和47年）- 完全給食を実施。
- 1975年（昭和50年）
  - 2月 - 創立100周年記念式典を挙行。
  - 3月31日 - 中道分校を閉校。中道地区の住民が、川辺川沿いの築切の白水団地に集団移転したため、分校も閉校となった[1]。
    - 最終所在地（中道分校）- 熊本県球磨郡五木村甲6133番地
- 1976年（昭和51年）- 鉄筋コンクリート造3階建ての新校舎が完成。
- 1979年（昭和54年）- プールが完成。
- 1994年（平成6年）- プールの全面改修工事を実施。
- 1995年（平成7年）3月31日 - 五木村立五木中学校への統合のため、五木村立五木第二中学校が閉校。
- 2000年（平成12年）4月1日 - 平沢津分校が休校となる。
- 2006年（平成18年）3月31日 - 平沢津分校を閉校。
  - 最終所在地（平沢津分校）- 熊本県球磨郡五木村甲6404番地2（北緯32度28分38.8秒 東経130度50分17.9秒 / 北緯32.477444度 東経130.838306度）
- 2011年（平成23年）
  - 3月6日 - 閉校記念式典を挙行。
  - 3月31日 - 五木村立五木東小学校への統合により閉校。
    - 最終所在地（五木北小学校）- 熊本県球磨郡五木村甲宮園5670番地（北緯32度26分29.9秒 東経130度51分27.1秒 / 北緯32.441639度 東経130.857528度）
    - 跡地 - 「小規模多機能ホーム　五木の友」（介護事業所）として使用されている。

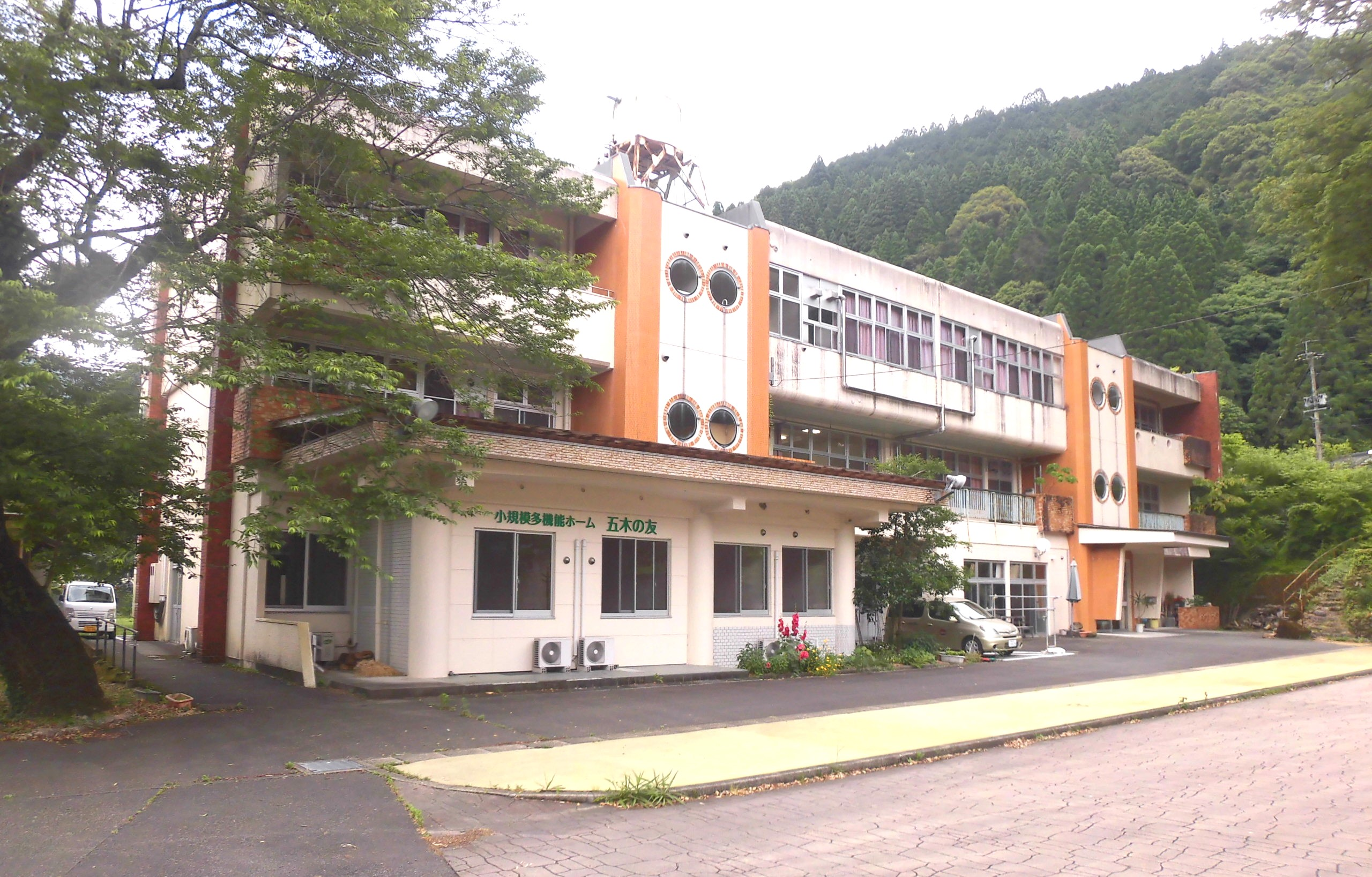
五木北小 校舎
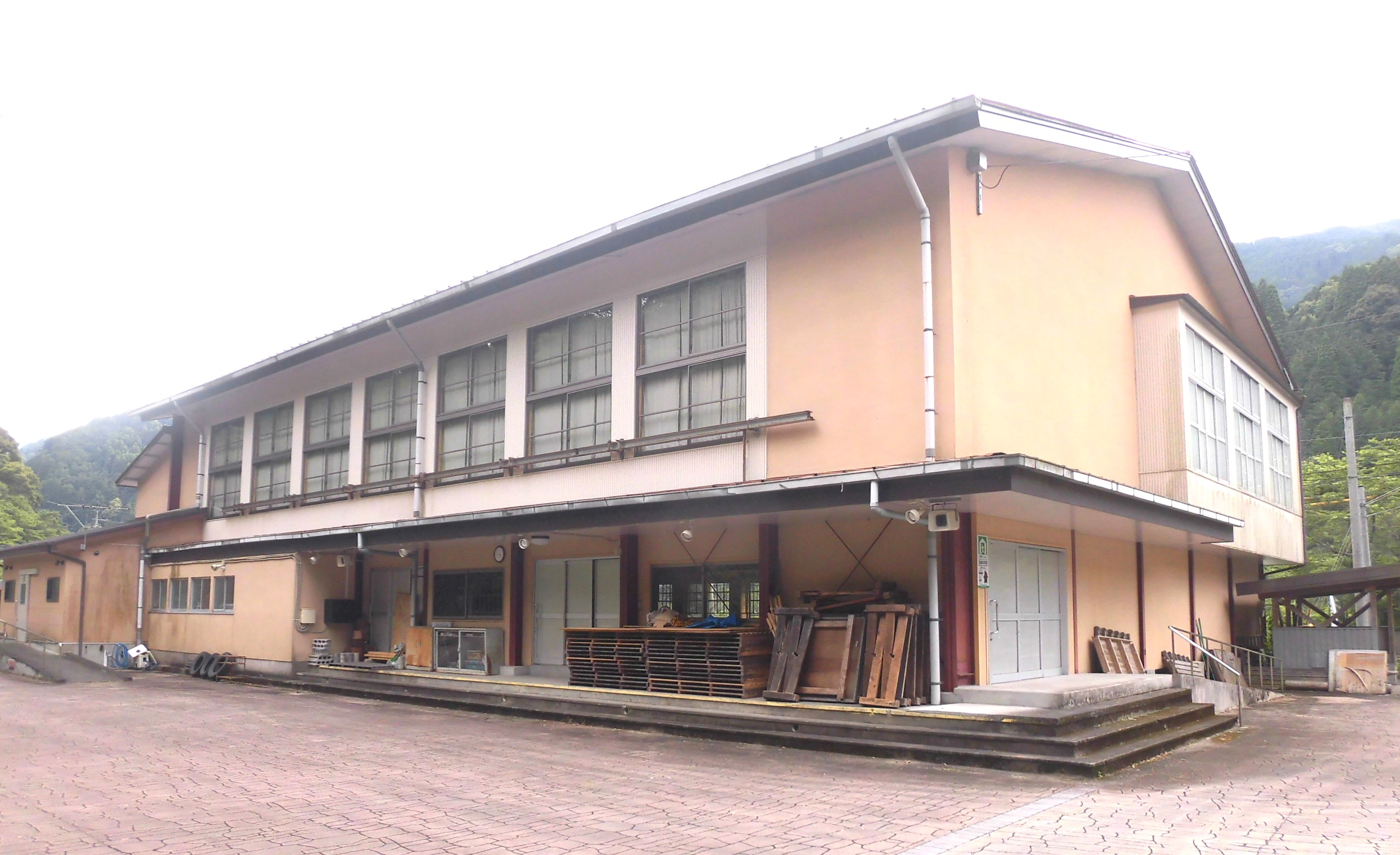
五木北小 体育館
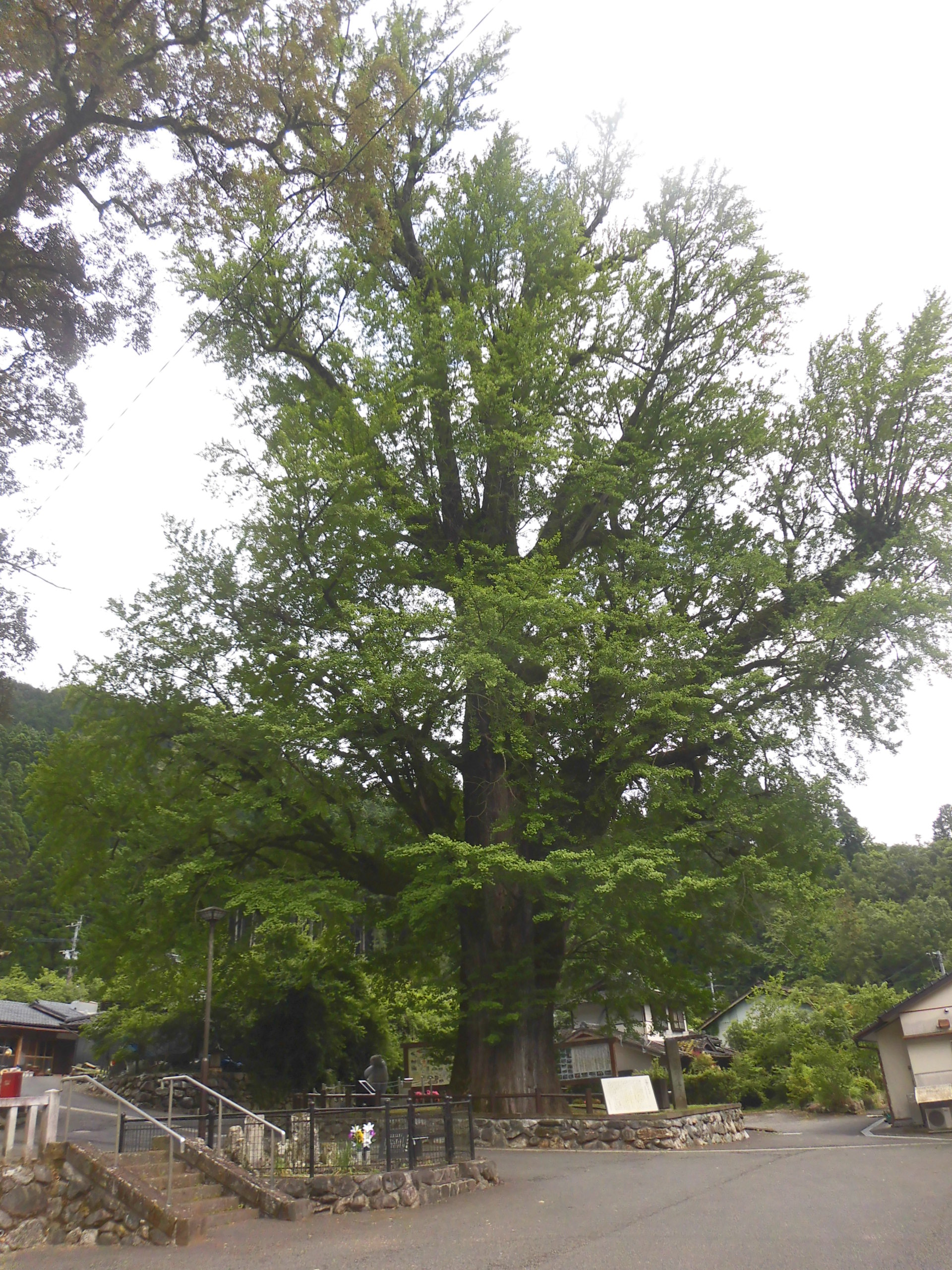
五木北小 宮園の大イチョウ
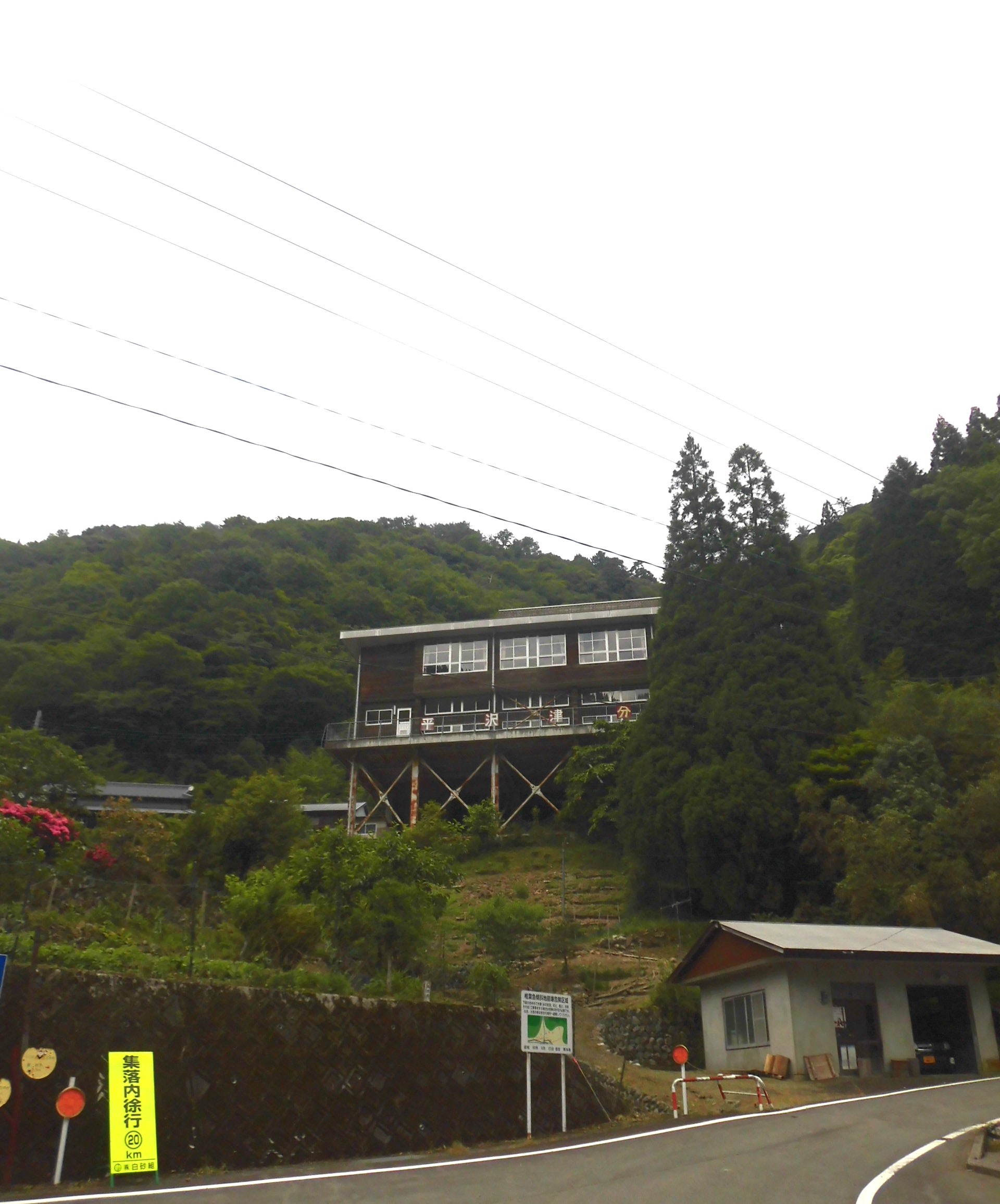
平沢津分校 校舎
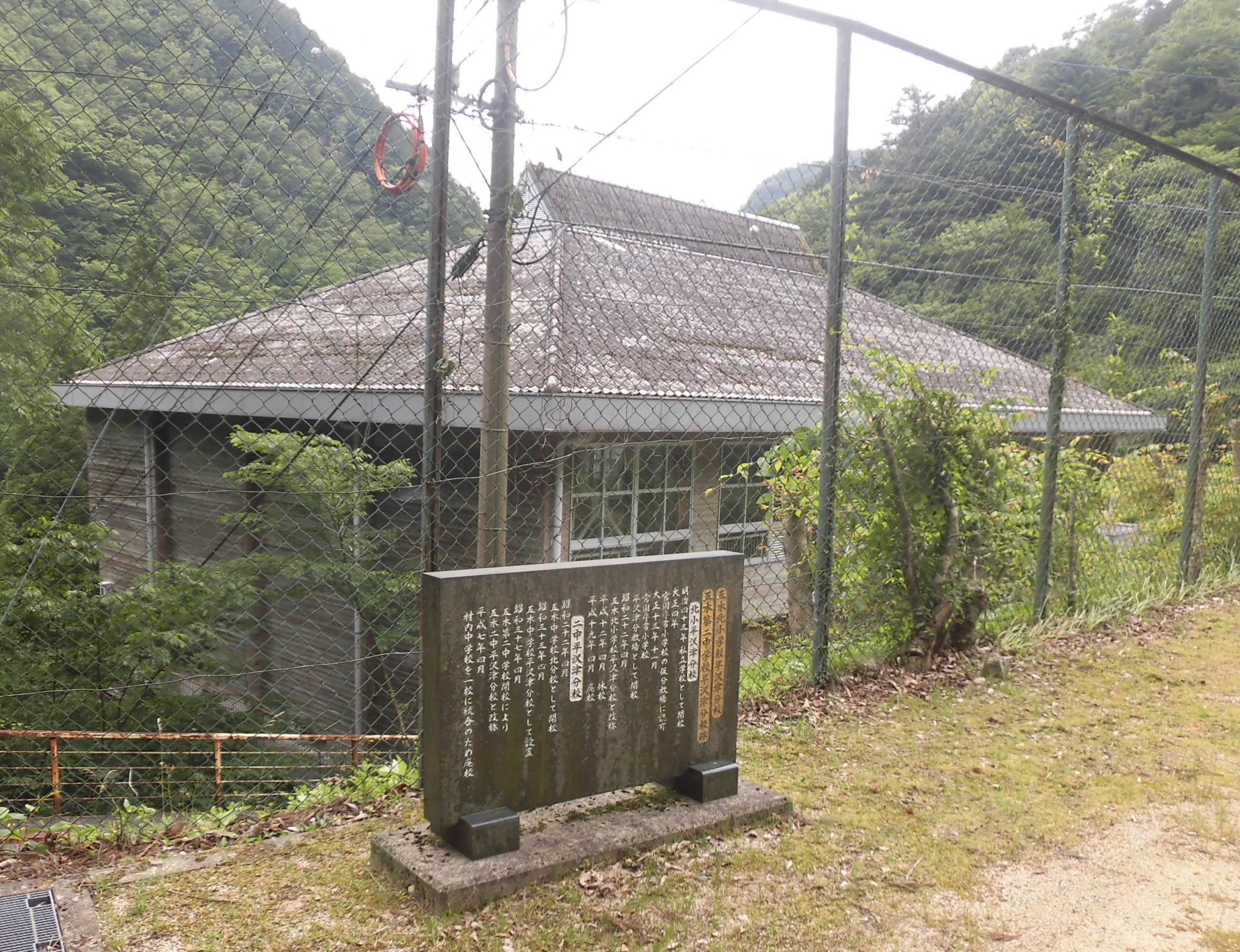
平沢津分校 閉校記念碑

## 交通アクセス
最寄りのバス停留所
- 九州産交バス 五木村中心部の「頭地」停留所より北側にはバス路線はない。

最寄りの幹線道路
- 国道445号

## 周辺
- 五木村宮園交流館「百千鳥」（ももちどり）
- 宮園簡易郵便局
- 宮園神社
- 宮園の大イチョウ
- 川辺川